# Thyrsitoides
Thyrsitoides is een monotypisch geslacht van straalvinnige vissen uit de familie van slangmakrelen (Gempylidae).

## Soort
- Thyrsitoides marleyi Fowler, 1929